# Torre Montelbaan

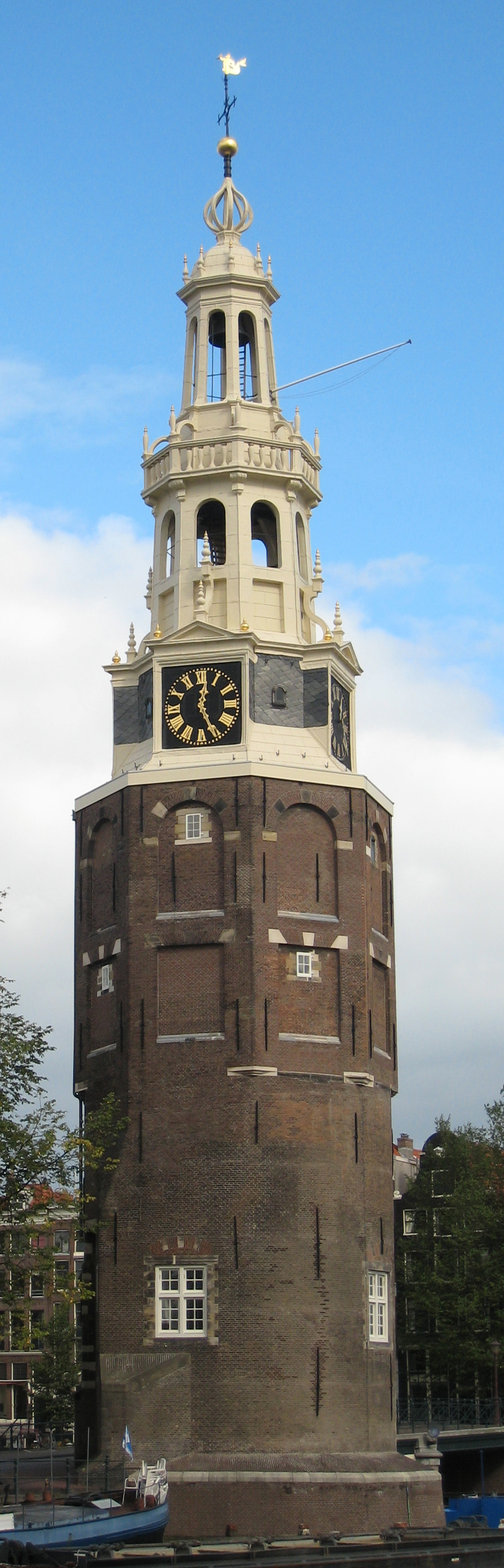
A Torre Montelbaan

ATorre Montelbaan (em neerlandês:  Montelbaanstoren) é uma torre-campanário no quarteirão de Nieuwmarktbuurt, no bairro Centro de Amesterdão, Países Baixos. Construída em 1516 e ampliada em 1606 sob projeto de Hendrick de Keyser o Velho. 
Originalmente era uma torre defensiva usada para proteção das docas e dos estaleiros. Hoje é sede do Waterkantoor, o escritório municipal que controla o nível de águas e hospeda a bomba utilizada pela polícia do canal.
A Montelbaanstoren é um dos objetos preferidos nas águas-fortes de Rembrandt. Próximo a esta torre encontrava-se a marina da Companhia Holandesa das Índias Orientais onde as embarcações atracavam.

## Galeria

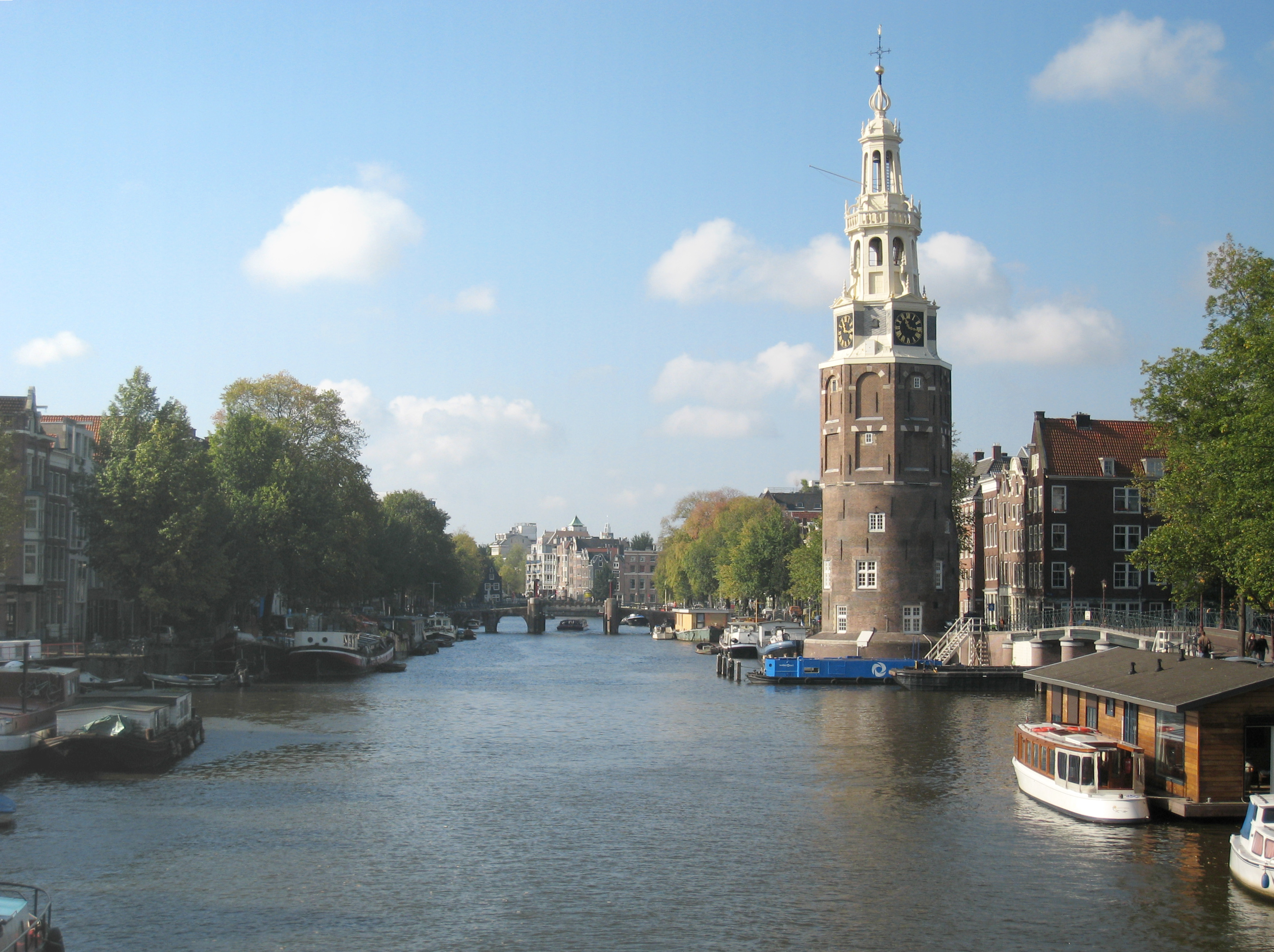
Vista da torre de um canal
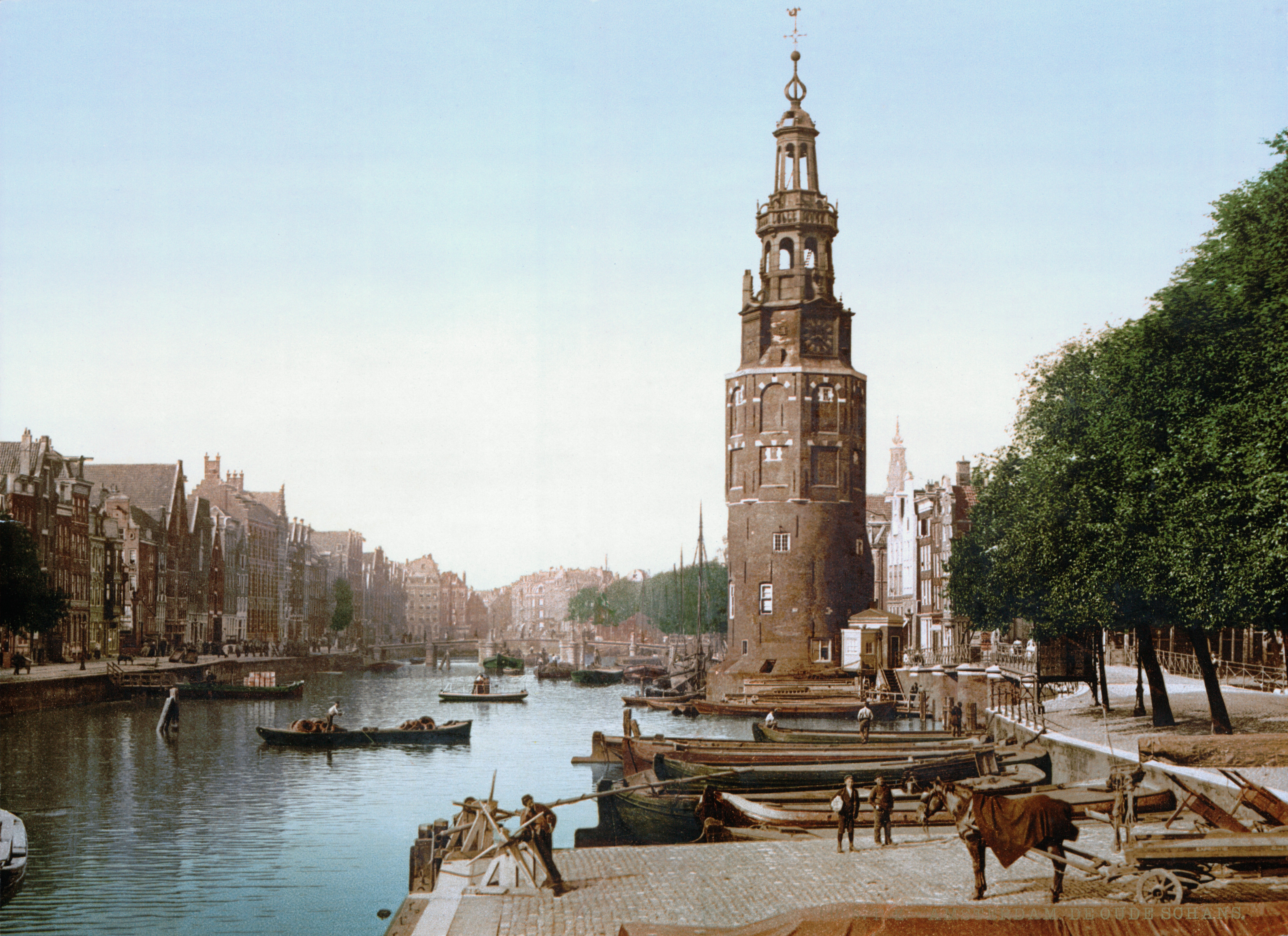
A torre por volta de 1890 a 1905
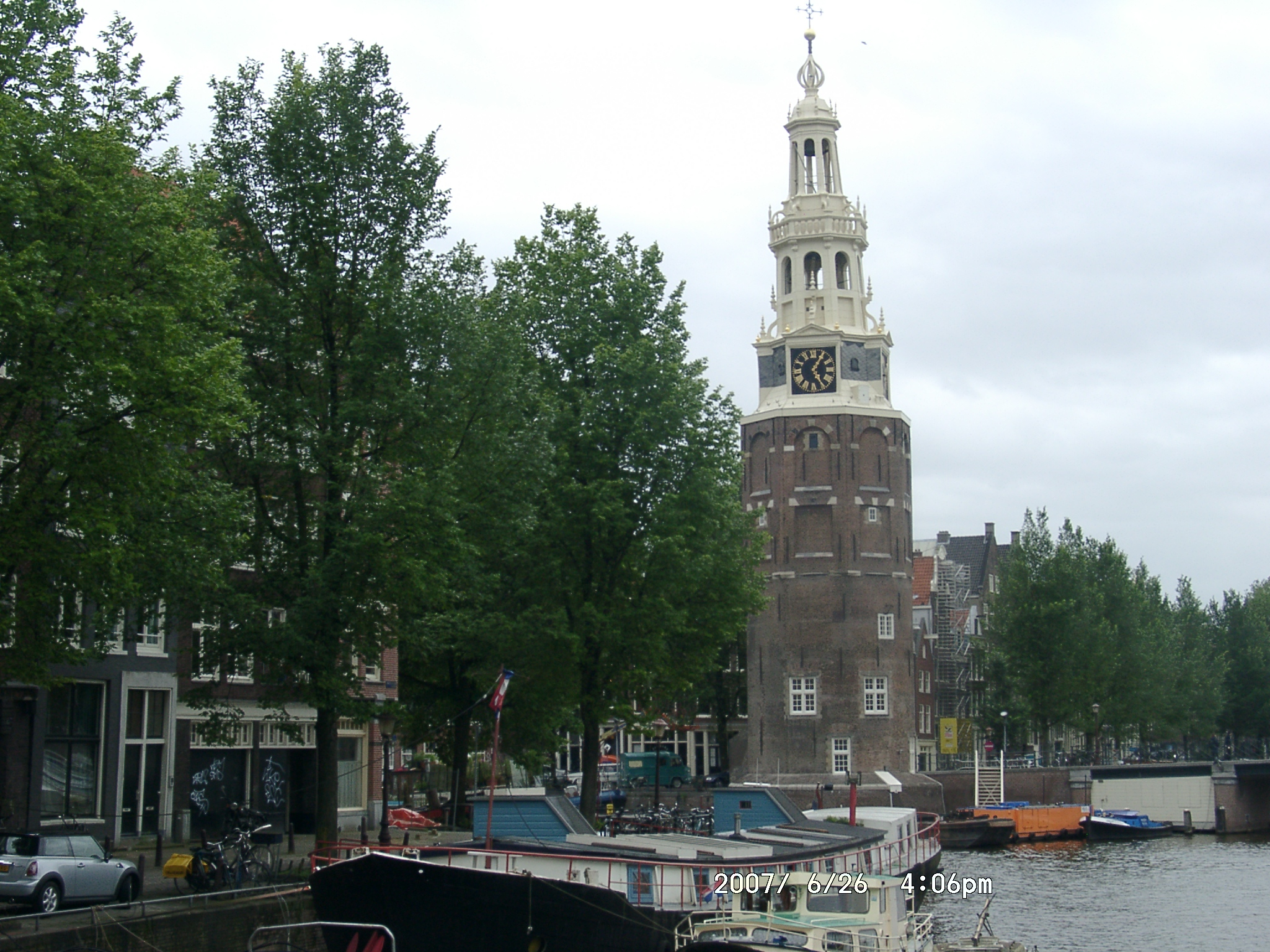
Outra foto da torre.
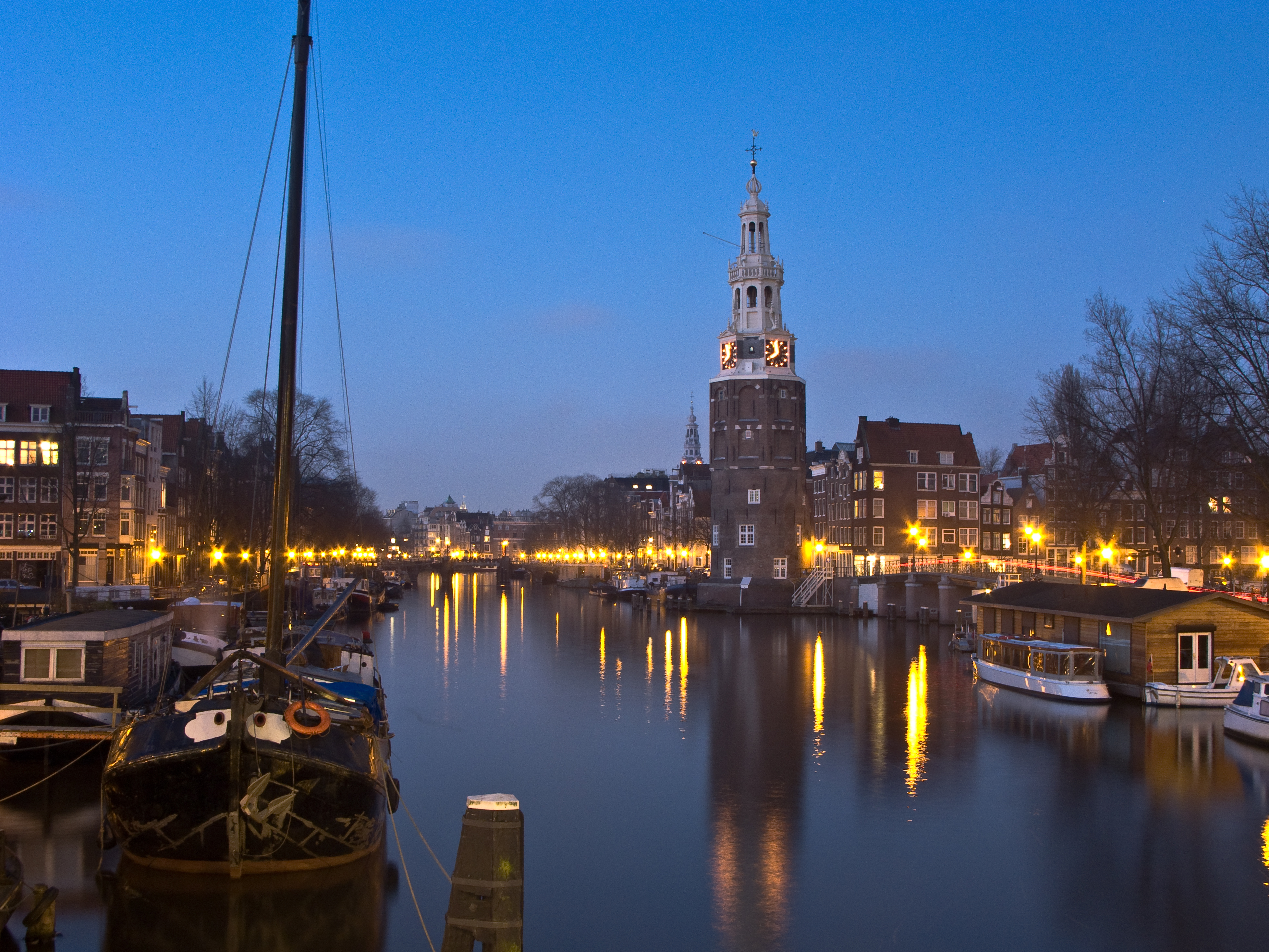
A torre antes do amanhecer
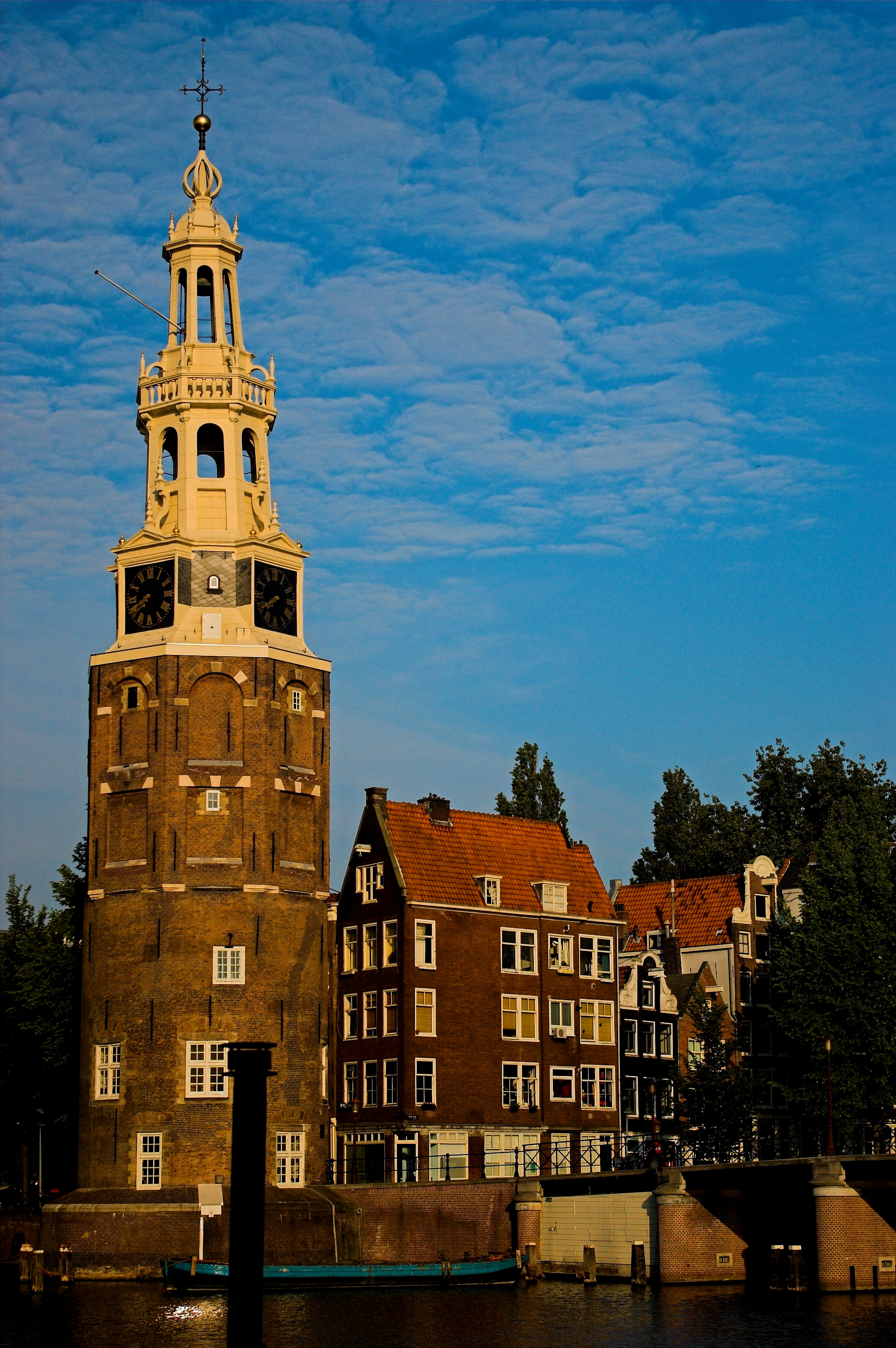
A torre numa tarde de primavera
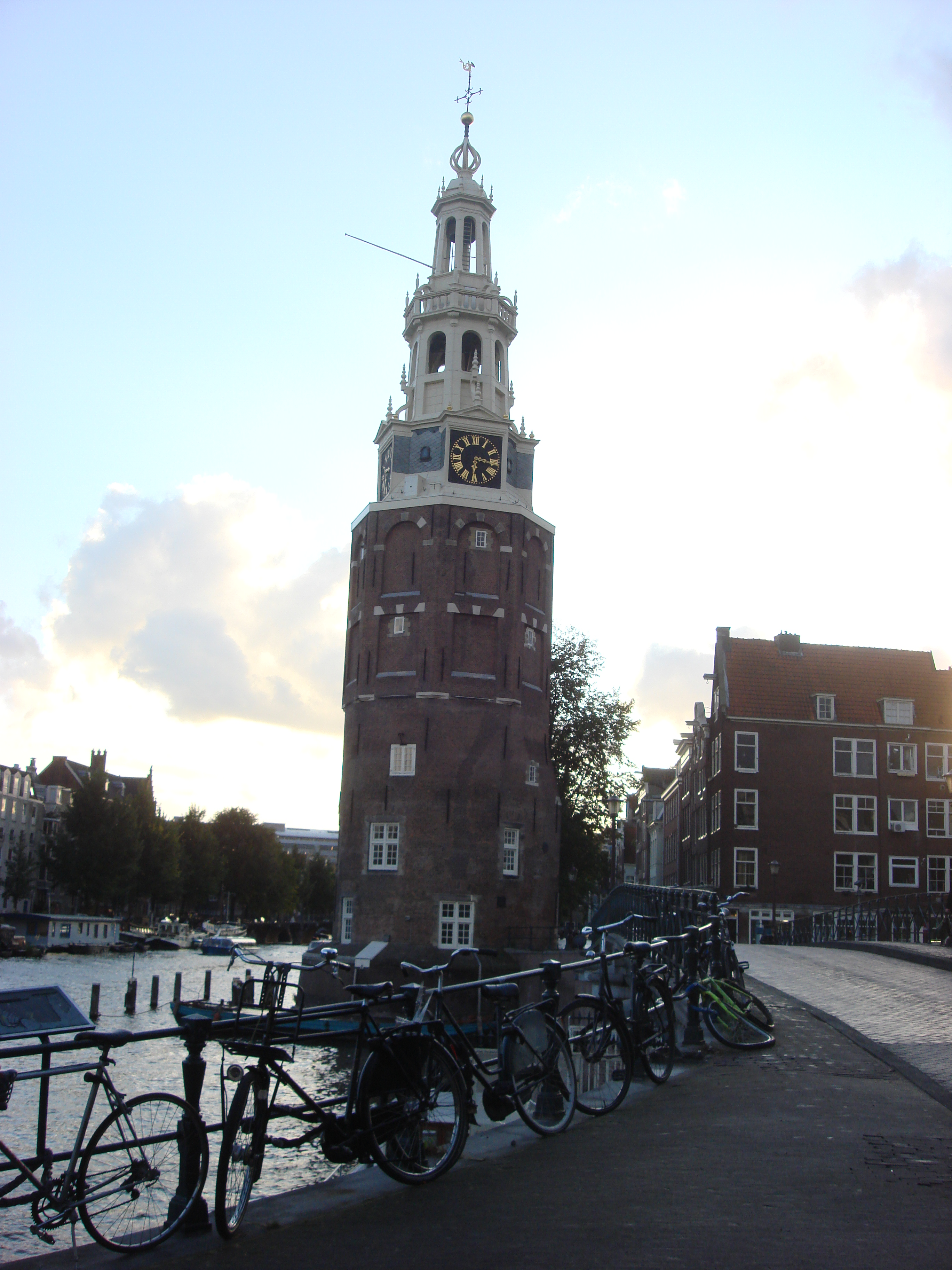
Vista do chão
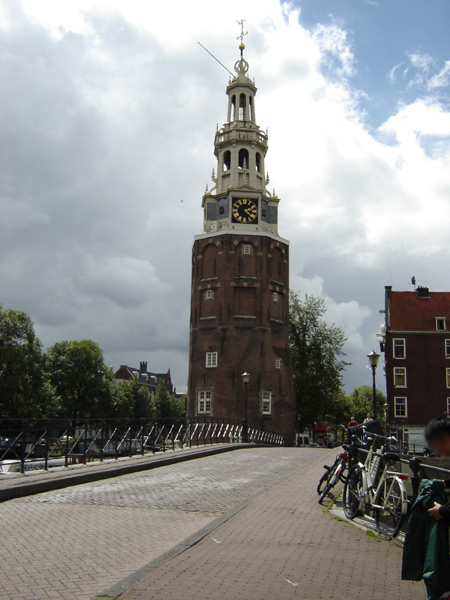
Outra foto da torre
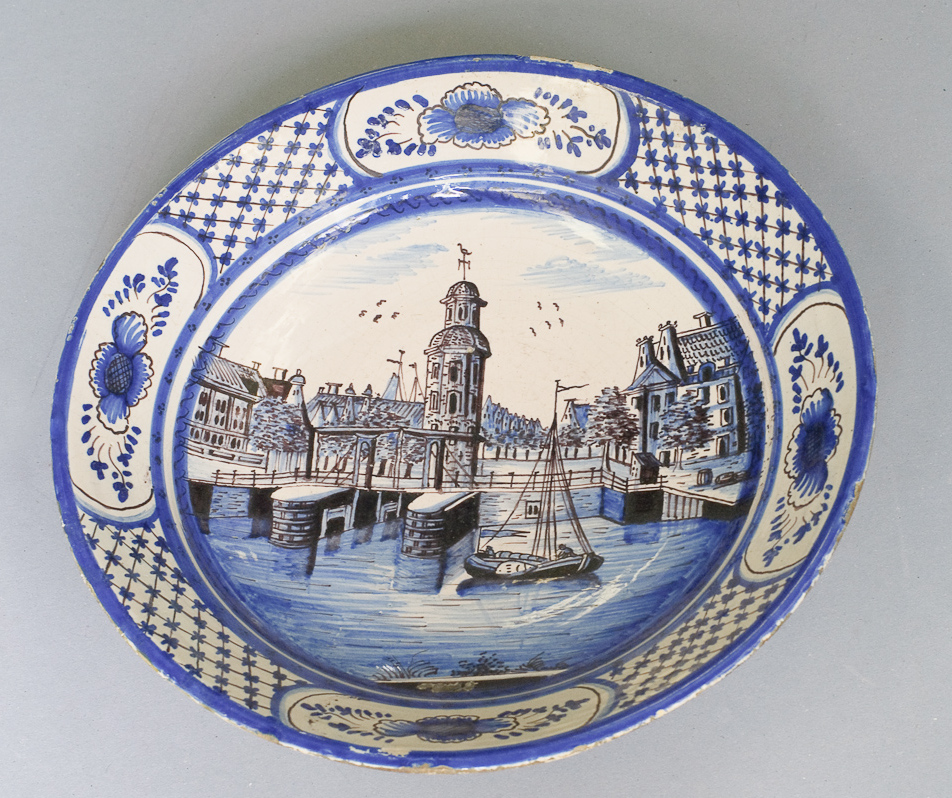
Um prato com imagem da torre